# ファスト風土化
ファスト風土化（ファストふうどか）とは、評論家の三浦展が導入した概念。
地方の郊外化の波によって日本の風景が均一化し、地域の独自性が失われていくことを、その象徴であるファストフードに喩えて呼んだ（「フード」と「風土」を掛けた洒落である）。ファスト風土化論は、2000年から雑誌『psiko』上を中心に連載され、2004年には『ファスト風土化する日本―郊外化とその病理』として新書にまとめられた。同書は、日本のゼロ年代の批評において「郊外」というキーワードがもてはやされるきっかけとなった。

## 概要

### ファスト風土化の概要

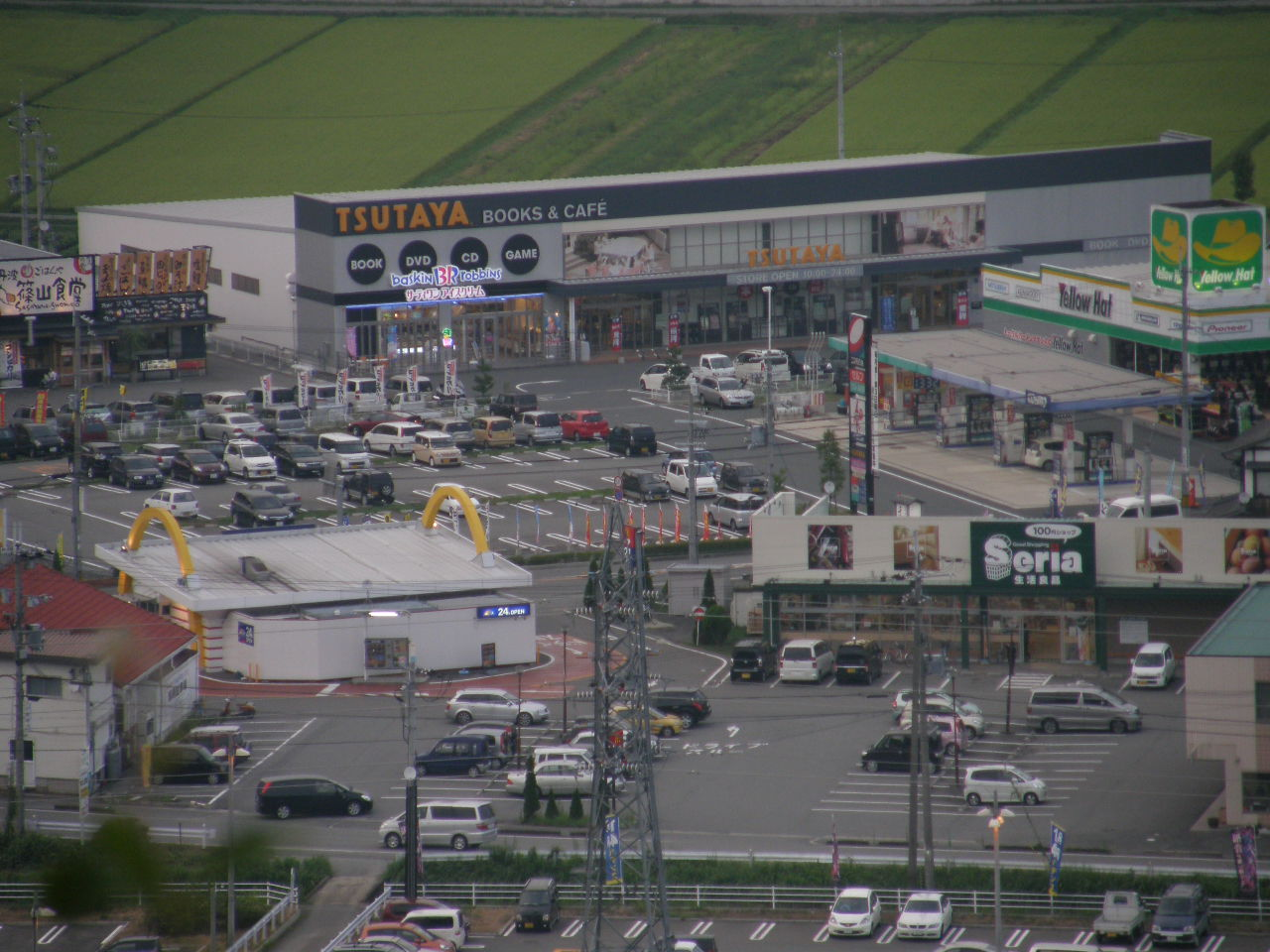
ロードサイドに立ち並ぶファストフード店舗やレンタルビデオショップ

日本の郊外化については、社会学者の宮台真司が犯罪との関係などを1990年代に論じていたが、三浦展はそれを暗黙に踏襲した上でより広範囲を議論の射程としてファスト風土化を論じた。
三浦展によると、およそ1980年代以降の日本において、道路・鉄道が整備されて地方が都市化・工業化・郊外化・消費社会化し、ロードサイドにファストフード・ショッピングセンター・コンビニエンスストア・スーパーマーケット・ファミリーレストランといった商業施設が立ち並んだことによって地元の商店街は壊滅的な打撃を受け（いわゆるシャッター通り）、このような変化（ファスト風土化）は以下のような悪影響を及ぼしているという。
- 固有の歴史を持つ地方の独自性が損なわれ、共同性が失われる[5]
- 道路・鉄道などの交通手段の整備によって連れ去りなどの郊外型犯罪が増加する[6]
- 地域ごとの均質性の上昇によって格差意識が高まり、競争の激化を招く[5]
- 地方で職住分離が進み、生活空間も閉鎖的になるため、子供は労働観の形成や人生のロールモデルの確立が難しくなる[5][7]
- 快適な地方に留まり続けて視野が狭いままの若者がメディアに扇動されて安易な愛国主義に走る[8]
- 自動車の使用を前提とした生活設計を強いられるなど環境負荷が高くなる[7]ほか、運転のできない住民は買い物難民に陥りやすい

ファスト風土化という言葉は、日本国外の事例（ヨーロッパに侵食するアメリカ文化など）に対して使用されることもある。

### 関連する概念
三浦展は下流社会という造語も発案しているが、これはファスト風土化と密接に関係している。下流社会とは、（いわゆる一億総中流の社会構造が自明なものではなくなり）階層上昇意識や労働・学習など自分の人生全般に対する意欲が低い者（下流）の集団が出現した社会のことであり、下流に属する人はしばしばその意欲の希薄さから低所得の非正規雇用で暮らしている場合が多いとしている。ここで、日本経済のグローバル化という現象を、社会構造的な面に注目すれば（世代論として捉えれば）「下流社会」、地理的な面に注目すれば（郊外論として捉えれば）「ファスト風土化」というように整理することができる。具体的な次元での両者の関係性としては、ファスト風土化によって地方に立ち並ぶコンビニエンスストアやショッピングセンターではしばしば安価な労働力として非正規雇用者（アルバイト・パート）が使われていることが挙げられる。
このほか、関連・類似する概念として以下のものがある。
- ショッピングモーライゼーション
ライターの速水健朗が導入した概念で、大型ショッピングモールの展開はファスト風土化論でも論点となっているが、速水は三浦のように否定的に論じているのではない[14]。
- 総郊外化
地理学者のオギュスタン・ベルクが導入した概念。三浦展がファスト風土という用語を思いつくきっかけとなった[15]。
- マクドナルド化
社会学者のジョージ・リッツァが導入した概念であり、ファスト風土化論でも引用されているが、評論家の後藤和智は三浦展の使い方は誤用であると批判している[16]。
- ウォルマート化（英語版）
労働市場全体に大手スーパーウォルマートの低賃金路線が浸透し労働環境が悪化していくこと[17]。他の意味で用いられることもある。米国では「ウォルマート地獄」という造語でも呼称されている。

### 対立する概念
三浦展は、ファスト風土化した郊外にみられるような、だれが関与しているのか不透明な生産・流通・消費のシステムよりも、生産者・消費者の顔がはっきりと可視化された関係が重要であるとし、そのような気持ちを生むファスト風土とは対極にあるような風土を（スローフードを意識して）スロー風土と呼んでいる。批評家の東浩紀は、ファスト風土化と対になりそうな傾向としてLOHASブームが挙げられるが、反消費社会的な意味を持つLOHAS自身が実質的には消費社会におけるひとつの記号になってしまっているという意味では両者に違いはないともいえるとしている。

## ファスト風土化への言及
本書の影響力は大きく、以降チェーンストア害悪論が知識人しぐさとして定着したといわれる。
評論家の宮崎哲弥は著書『新書365冊』にて、『ファスト風土化する日本―郊外化とその病理』に最高評価のBestを与え、いままでだれも考えていなかった「体感治安の低下を招く動機の不透明な犯罪が郊外で頻発していることの意味」を考察していると述べている。他方で、三浦展が否定的に論じる郊外の大型ショッピングセンターに実際に足を運んで長時間滞在して訪問客やアーキテクチャを観察したところ、そこは閉塞感も人工的な印象も無い快適な空間であるように思えると発言している。
東浩紀は、それほど経済的な余裕の無い若年の子持ちの夫婦にとっては地方に展開される大型ショッピングモールはきわめて快適で便利な存在であり、三浦展のファスト風土化の主張は一面的すぎると述べている。また、ファスト風土的なインフラストラクチャー（漫画喫茶・シネコンなど）に支えられた、それまでは文化であるとみなされていなかったようなものについての文化的な役割にあらためて注目する必要があるとしている。毛利嘉孝#東浩紀との論争も参照。
後藤和智は三浦展のファスト風土化の議論について、それは宮台真司や香山リカのナショナリズム論にイオングループ（ジャスコ）の弊害を足しただけのものであり、いわゆるぷちナショナリズムが地方で特に顕著にみられることの根拠となるデータが示されていなかったり、少年犯罪に関する資料の読み方が不適切であるなど、思い込みで展開されているだけの稚拙な内容であると批判した。
速水健朗は、2006年から2007年頃に大ヒットしたケータイ小説とファスト風土の親和性を指摘している。それによると、ケータイ小説の物語の中での舞台としてしばしばファスト風土的な郊外が選ばれているだけでなく、ケータイ小説のヒットの背景にはファスト風土的な社会構造（ロードサイドに展開したコンビニエンスストアやTSUTAYAを販売拠点とする出版・流通システム）があるとしている。また、ケータイ小説・ファスト風土の両者ともにしばしば年長者から否定的なものとして論じられることが多いことについて、どちらも現代社会の要請によって新たに出現した文化 / 環境であり、それらにネガティブな印象を受けるのは現代人の自己嫌悪の表れであるとした。
文芸・音楽評論家の円堂都司昭は、郊外化を肯定的に論じるか否定的に論じるかは論者自身の年齢に依存する（自身の若い頃の記憶を美化して語ったりしてしまう）部分があるとする西田亮介の指摘に触れ、その意味で郊外化を否定的に論じるファスト風土化の議論は過去に存在した理想的な共同体の喪失を嘆くようなゼロ年代の昭和ノスタルジーブームの感性と対になっていると述べている。
ライターの永江朗は、（後藤和智も指摘している）犯罪発生件数関連のデータの取り扱い方に疑問を呈しているほか、地方において果たして「ファスト風土化する」以外の選択肢がありえたのか、と述べている。他方で、それまで否定的に論じられていなかった郊外化の問題点を、キャッチーなコピーを使って鮮やかに提示したと評価し、実際に地方へ出かけた際の実感としてファスト風土化の感覚は理解できるとしている。
評論家の宇野常寛は、宮城県石巻市では2011年の東北地方太平洋沖地震による津波の被害を受ける前から市街地の一部がシャッター通り化していたことに注目し、復興の際に戦後のような風景を再現しようとするのは困難であり、ファスト風土的なコミュニティを再生する方向で考えたほうがいいと、ファスト風土を肯定的に捉えている。
ライターの赤木智弘は、大型ショッピングモールの進出などの郊外化は、大規模の駐車場があって1〜2時間の買い物を楽しめる場を欲するというような地域住民のニーズが開発側の利害と一致したによって生まれたものであるとし、ファスト風土化を否定的に論じる言説について「楽しそうに買い物をする地域住民たちの姿を直視していないのではないのか」と批判している。
左派系活動家の清義明は、三浦の『愛国消費』を評価。リベラルは「国会前の出来事など何も興味を抱かず、郊外のジャスコに自家用車で乗り付けてきて週末を楽しむ若者や秋葉原でサブカルチャーの洪水のなかで知らず知らずに世界とつながるオタクたちや日々の生活に不安を抱え続ける非正規労働者たち、そしてそれ以外の様々な生活者」などをルンペンプロレタリアート・反動と認定して切り捨ての対象としており、これではリベラルの支持が広まらないのも当然と批判した。
この他、Wikipedia、アマゾン、楽天、食べログ、クックパッド、Yahoo!ニュースなどばかりが並ぶようになり、ネット空間も「ファスト風土」化しているとの指摘もある。